# فرودگاه اونچون آپ
فرودگاه اونچون آپ (به انگلیسی: Unchon Up Airport)  یک فرودگاه نظامی مسافربری  است . این فرودگاه در  کشور کره شمالی قرار دارد و در ارتفاع ۱۴۷ متری از سطح دریا واقع شده است.